# Lista negra da internet na Rússia

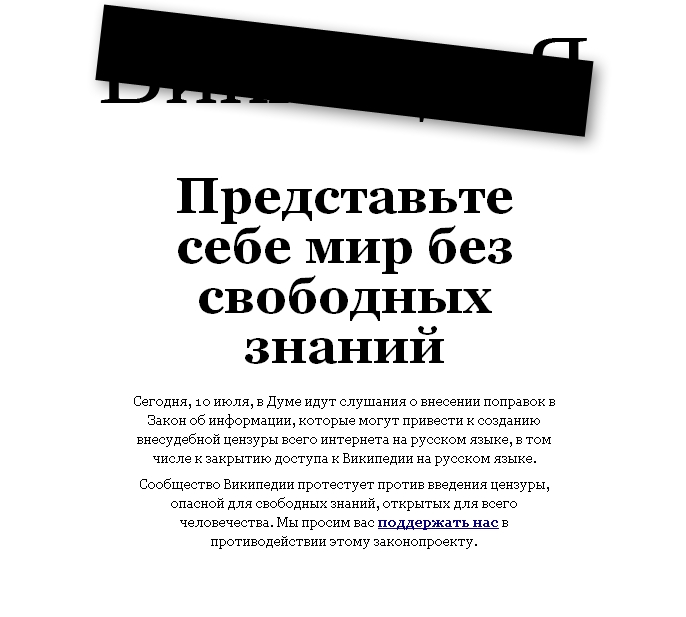
Wikipédia russa sai do ar em protesto contra a lei federal russa n° 89417-6 no dia 10 de julho de 2012.

A lista negra da internet na Rússia, também conhecida como a lei federal "sobre a proteção das crianças a partir de informações prejudiciais à sua saúde e desenvolvimento (sobre a questão de limitar o acesso a informações ilegais na Internet)" (lei federal n°89417-6), é uma proposta de lei do governo de Vladimir Putin que prevê o controle do conteúdo da internet por uma agência governamental russa a partir da criação de uma "lista negra" de sites. A lista foi aprovada pela Duma e aguarda aprovação por parte da câmara alta do parlamento russo (o Conselho da Federação). Segundo as autoridades russas, o objetivo da lei seria controlar sites contendo pornografia, apologia a drogas, apologia ao suicídio e ideias extremistas. Os quatro principais partidos do parlamento russo concordam com a aprovação de uma lei desta ordem. O documento foi submetido à Duma no dia 7 de junho de 2012, e vem sendo avaliado por ela desde o dia 6 de julho. As discussões se encerraram no dia 11 de julho de 2012, tendo a lei sido aprovada pela Duma. A proposta foi denunciada por ONGs e ativistas como um mecanismo de censura da internet que possivelmente será usado com fins políticos. Atualmente, a lista conta com 1199 entidades.

## Controvérsia
A lista negra da internet é vista por ativistas e websites como uma tentativa de introduzir mecanismos de censura na Rússia. No dia 10 de julho de 2012, a Wikipédia russa interrompeu o acesso a seu conteúdo por 24 horas como forma de protesto contra a nova lei. Outros sites importantes (como o site de busca Yandex e a rede social VKontakte) também protestaram contra a medida. Após o protesto da Wikipédia, o ministro russo das comunicações, Nikolai Nikiforov, afirmou que essa era "uma reação importante da comunidade web que diz que a lei (apresentada à Duma) precisa de ser melhorada".